# Прапор (село)
Пра́пор (до 2016 року — Червоний Прапор) — село в Україні, у Криничанській селищній громаді Кам'янського району Дніпропетровської області.
Населення — 93 мешканця.

## Географія
Село Прапор розміщене на відстані 1,5 км від сіл Семенівка та Підгірне. Селом протікає пересихаючий струмок Савранка із загатою.

## Населення

### Мова
Розподіл населення за рідною мовою за даними перепису 2001 року:
| Мова       | Відсоток |
| ---------- | -------- |
| українська | 91,4 %   |
| російська  | 5,4 %    |
| білоруська | 3,2 %    |